# 西村站 (广州)
西村站是廣州地鐵5號線和8號線的换乘車站，位於中國廣東省廣州市荔灣區環市西路西增路口與西灣路口之間的地底。該站於2009年12月28日随5号线开通运营而正式啟用，并于2022年12月28日随8号线车站开通而成为换乘车站。

## 车站结构

### 車站樓層
本站现时共有三層，地面为车站各出入口，周边為環市西路、內環路高架橋、西灣路、廣雅路、西增路及建築物，地下一层为南北兩個站厅，以及设备层；地下二层为8号线站台及5号线车站设备层；地下三层为5號線站台层。
本站5號線部分与使用暗挖法建設站台的各站一樣使用了搪瓷板裝修；8号线部分则跟随北延段各站使用了玻璃幕板裝修。两线车站配色则统一使用湖藍色。
| 地下一层 | 北站厅 5号线        | 售票机、客服中心、商店、安检设施                 |  |  |
|          | 联络通道            | 付费区来往南北站厅                               |  |  |
|          | 南站厅 5号线、8号线 | 售票機、客服中心、商店、安检设施、衛生間、母婴室 |  |  |
| 地下二层 | 设备区              | 车站设备                                         |  |  |
|          | 3 站台              | █8号线 滘心方向（下站：鵝掌坦）                  |  |  |
|          | 岛式站台            |                                                  |  |  |
|          | 4 站台              | █8号线 万胜围方向（下站：彩虹桥）                |  |  |
| 地下三层 | 2 站台              | █5号线 滘口方向（下站：西场）                    |  |  |
|          | 分离式站台          |                                                  |  |  |
|          |                     | 通道连接两侧站台                                 |  |  |
|          | 分离式站台          |                                                  |  |  |
|          | 1 站台              | █5号线 黄埔新港方向（下站：广州火车站）          |  |  |

### 站厅及换乘
西村站於環市路南北兩側分別設置两个站厅，均位于地下一层，其中南站厅为两线共用，包括5号线原有部分以及8号线的扩建部分。为方便乘客进出以及换乘，两个站厅靠环市路一侧被划分为付费区，两个站厅通过付费区联络通道相連，但兩個站廳的非付費區並不相通。
5號線在南站厅设有三条扶手电梯、联络通道設有两条扶手電梯和一組楼梯供乘客来往月台，受车站空间布局所限，5号线车站未設置升降机连接站厅以及月台，但在车站北侧联络通道连接月台的楼梯处设置了轮椅升降机供使用轮椅的人士来往5号线月台。而8号线车站在南站厅设有多条扶手电梯及楼梯供乘客前往月台，同时在车站北端设置升降机连接站厅和8号线站台。
换乘方面，因5号线南站厅与8号线站厅直接相连，故两线通过南站厅进行换乘。因此在北站厅进站需要乘坐8号线的乘客则需通过联络通道先前往南站厅，再前往8号线站台。
本站在8號線站厅非付费区车控室附近設有衛生間和母婴室。

### 月台
本站5号线設有一組同層的分離式月台，以島式月台的方式排列，並以行人通道連接，位於環市西路地底；8号线则设有一个島式月台，位于西增路地底。

### 出入口
目前，西村站共设有7个出入口，其中A-B、E-G出入口位于南站厅，C-D出入口位于北站厅。
|                                                             |                                                           |      |          | |
|                                                             |                                                           |      |          | |
| 編號                                                        | 设施                                                      | 照片 | 出口指示 | 建議前往的目的地                                                                                             |
| 南站廳                                                      |                                                           |      |          | |
| A                                                           | 盲道标志 · 轮椅升降台标志 · 无障碍通道标志 · 扶手电梯标志 |      | 廣雅路   | 广雅后街、西村公交总站                                                                                       |
| B                                                           | 扶手电梯标志                                              |      | 廣雅路   | 环市西路、地鐵西村站公交總站                                                                                 |
| E                                                           | 盲道标志                                                  |      | 环市西路 | 园岗路、富力环市西苑（西村）公交车站（东行）                                                                 |
| F                                                           | 扶手电梯标志                                              |      | 广雅后街 | |
| G                                                           | 盲道标志 · 无障碍通道标志 · 升降机标志 · 扶手电梯标志     |      | 廣雅路   | 西灣東路、广东广雅中学（本部校区）北门、广雅路公交车站（北行）                                               |
| 北站廳                                                      |                                                           |      |          | |
| C                                                           | 盲道标志 · 扶手电梯标志                                   |      | 环市西路 | 西湾路、悦汇城、克山公交车站、西湾路公交车站                                                                 |
| D                                                           | 扶手电梯标志                                              |      | 环市西路 | 西湾路、西增路、广州协和学校、广州市芳村工人文化宫（广州市工人体育场）、富力环市西苑（西村）公交车站（西行） |
| 註： 設有 \| 設有 \| 設有 \| 設有輪椅升降台 \| 設有扶手電梯 |                                                           |      |          | |

## 接驳交通
西村站周边有富力环市西苑（西村）、西增路口、西增路等多个巴士中途站，同时在A出入口旁设西村巴士总站，方便乘客转驳巴士前往增埗村、富力桃园、西湾路周边以及同德围等地。
| 编号 | 编号 | 线路   | 线路 | 线路 | 收费 | 备注 |
| ---- | ---- | ------ | ---- | ---- | ---- | ---- |
|      | 486  | 机务段 | ↻    | 西村 | 2元  |      |

| 编号 | 编号 | 线路       | 线路 | 线路       | 收费 | 备注         |
| ---- | ---- | ---------- | ---- | ---------- | ---- | ------------ |
|      | 729  | 地鐵西村站 | ↻    | 地鐵西村站 | 2元  |              |
|      | 夜80 | 地铁西村站 | ⇆    | 石马公交场 | 3元  | 21路附属线路 |

| 编号   | 编号       | 线路                         | 线路                  | 线路                           | 收费                  | 备注                  |
| ------ | ---------- | ---------------------------- | --------------------- | ------------------------------ | --------------------- | --------------------- |
|        | 4          | 富力桃园（增埗村）           | ⇆                     | 白云路                         | 2元                   |                       |
|        | 17         | 德星路（上下九步行街）       | ⇆                     | 凰岗（锦东服装城）             | 2元                   |                       |
|        | 34         | 芳信路（郭村小区）           | ⇆                     | 云霄街（五号停机坪）           | 2元                   |                       |
|        | 广42       | （佛山）白沙（中海金沙湾）   | ↻                     | （广州）解放北路口             | 2元                   |                       |
|        | 46         | 罗冲围（松南路）             | ⇆                     | 中科院化学所                   | 2元                   |                       |
|        | 62         | 兴民路（天汇广场）           | ⇆                     | 西湾路（唐宁花园）             | 2元                   |                       |
|        | 71         | 芳村西塱                     | ⇆                     | 同德围（阳光花园）             | 2元                   |                       |
|        | 80         | 海印桥                       | ⇆                     | 同德围（金德苑）               | 2元                   |                       |
|        | 134        | 一德西                       | ⇆                     | 泽德花苑（市中医院同德围分院） | 2元                   |                       |
|        | 198        | 机场路                       | ⇆                     | 潭村                           | 2元                   |                       |
|        | 212        | 已于2024年7月14日停办        | 已于2024年7月14日停办 | 已于2024年7月14日停办          | 已于2024年7月14日停办 | 已于2024年7月14日停办 |
|        | 215        | 东山龟岗（中共三大会址）     | 主线 ⇆                | 同德围（教师新村）             | 2元                   |                       |
| 长线 → | 215        | 东山龟岗（中共三大会址）     | 麗康居                |                                | 2元                   |                       |
|        | 268        | 泮塘                         | ⇆                     | 白云花园                       | 2元                   |                       |
|        | 274        | 富力桃园（增埗村）           | ⇆                     | 黄石路                         | 2元                   |                       |
|        | 290        | 金沙洲（涛乐街）             | ↺                     | 草暖公园                       | 2元                   |                       |
|        | 广478      | （广州）富力环市西苑（西村） | ⇆                     | （佛山）白沙（中海金沙湾）     | 2元                   |                       |
|        | 486        | 机务段                       | ↻                     | 西村                           | 2元                   |                       |
|        | 538        | 南方大厦（文化公园）         | ⇆                     | 汇侨新城                       | 2元                   |                       |
|        | 729        | 地鐵西村站                   | ↻                     | 地鐵西村站                     | 2元                   |                       |
|        | 832        | 滘口客运站                   | ⇆                     | 白云山制药厂                   | 3元                   |                       |
|        | 夜2        | 陈家祠（中山七路）           | ⇆                     | 石潭西路口                     | 3元                   | 17路附属线路          |
|        | 夜18       | 广州火车站（草暖公园）       | ⇆                     | 员村                           | 3元                   |                       |
|        | 夜21       | 东山龟岗（中共三大会址）     | ⇆                     | 石井潭村                       | 3元                   | 215路附属线路         |
|        | 广夜54     | （佛山）白沙（中海金沙湾）   | ↻                     | （广州）富力环市西苑（西村）   | 3元                   | 478路附属线路         |
|        | 夜59       | 机务段                       | ↺                     | 中山八路                       | 3元                   | 486路附属线路         |
|        | 夜80       | 地铁西村站                   | ⇆                     | 石马公交场                     | 3元                   | 21路附属线路          |
|        | 夜95       | 大坦沙（市1中）              | ⇆                     | 南方医院                       | 4元                   | 832路附属线路         |
|        | 夜96       | 广州火车站（草暖公园）       | ⇆                     | 金沙洲（涛乐街）               | 3元                   | 290路附属线路         |
|        | 高峰快线80 | 中科院化学所                 | →                     | 罗冲围                         | 2元                   | 46路附属线路，15分/班 |

## 利用状况
西村站邻近多个住宅小区，以及多所中小学以及克山、西湾路一带的鞋具皮具批发城，在8号线北延段启用之前更是同德围地区距离最近的地铁站，上述地區需要前往5号线沿线的居民会乘坐巴士等公共交通工具接驳至本站搭乘地铁，因此该站全天出入闸客流较多，在上学以及放学的高峰时期，本站会出现挤迫现象。
本站8号线启用后，同德围等地居民可在本站直接换乘5号线，减缓了进出站的压力；同时5号线能直达環市路及珠江新城一带，令本站换乘客流进一步提高。11号线开通后，本站客流压力有所缓解，地铁方面亦取消了工作日早高峰时段的客流控制措施。

## 历史

### 5号线
西村站最早出现在1997年的《廣州市城市快速軌道交通線網規劃研究（最終報告）》中，为当时3号线（现5号线）和4號線的一座換乘站，位置与现时大致相同。而在2003年的方案中，原4號線成為現8號線的一部分，仍在本站設置換乘。车站設計時，已经考虑到施工时需要避让内环路高架桥墩，同时不影响交通繁忙的环市西路，因此本站以暗挖方式建造站台，并在环市西路两侧分设兩個站廳。车站建设时亦在南站厅预留部分结构供未来8号线建設時進行擴建。
2004年5月28日，本站随5号线首期工程正式動工。2006年6月26日，大坦沙-西場、西場-草暖公園、草暖公園-淘金，三個盾構區間共三台盾構機同時始發。2007年10月13日凌晨，本站至草暖公园盾构区间右线隧道在掘进过程中出现大量涌水，最大沉降6.8厘米，隧道上方的一段内环路高架桥面需要临时封闭。该隧道盾構機于2009年4月19日抵達西村站，为5号线最后一个贯通的隧道。
2009年12月28日，本站随5号线开通运营而正式启用，设A、B、D三个出入口。2020年7月28日，本站C出入口开通。

### 8号线

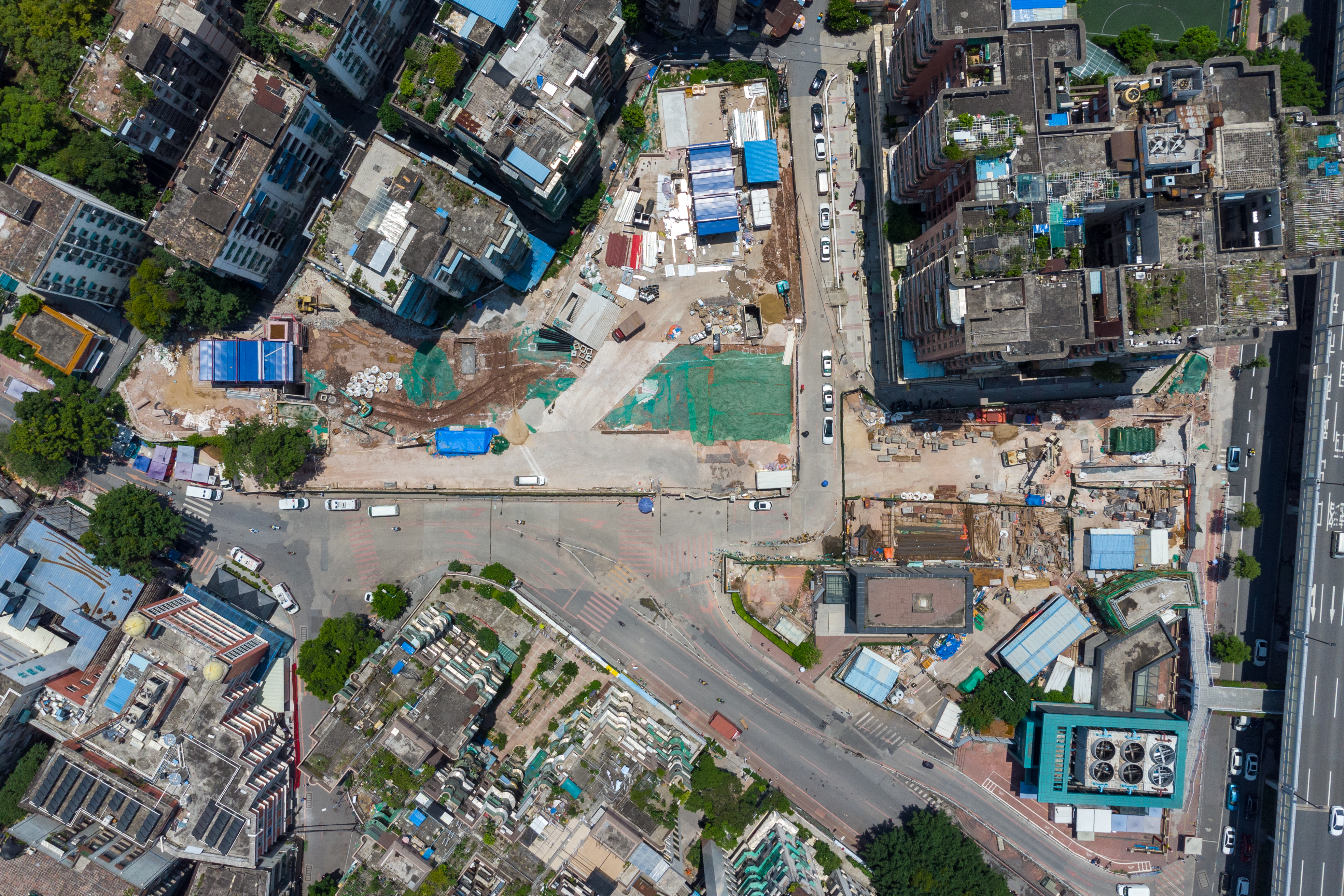
5号线南站厅和在建的8号线部分（2022年8月）

5号线西村站在设计时，因8号线在西村站有广雅路─西湾路和西增路两条定线可供选择，故当时夹在两条路之间设置的南站厅在两侧均预留了扩建条件，同时暂按8号线行走西增路的方案进行设计，因此把5号线车站控制室布置于南站厅东侧。其后8号线北延段确定行走西增路，8号线车站因而随走线确定设于西增路。
不过受工地范围的房屋拆迁進度受阻的影响，直到2016年6月才開始對北側完成拆遷的部分進行管線遷改，12月1日起車站更關閉A出口面向西增路的一側，配合管線遷改的施工。8號線車站主體工程延至2017年3月初開始局部施工，但仍剩最後一戶居民未能完成拆遷。該戶直至6月前夕才同意拆遷補償方案，並於7月初成功拆除該棟房屋；同時車站設計亦稍作修改，以保護車站上方的一棵逾百年古樹。
雖然本站為8號線北延段最後一個開工的車站，本站開工後仍不斷追上全線進度。車站主體結構於2019年8月29日封頂；而现有车站南站厅西侧部分于2020年4月围蔽，以進行接入8号线站厅的施工。但因車站附属结构工程在2020年10月方才开工，最终无法赶及在同年11月隨8號線北延段開通而啟用。当时，车站月台僅完成了土建工程，以及裝有屏蔽門、扶梯和電梯以及必要的設備，8號線列車減速通過本站，8号线北延段开通后屏蔽門前方亦曾設有多組擋板進行遮擋，避免車上乘客在過站時觀察到未裝修的月台。撤下擋板後，列车经过时乘客在车上可查看月台的样貌。
本站外挂站厅主体结构的最后一块顶板于2022年6月19日完成混凝土浇筑，随即转入运营调试工作。车站于12月7日通过竣工验收，12月28日8号线站厅和站台开通运营，同时新增E、F、G三个出入口。至此8号线北延段工程所有车站均告启用，全线开通。

### 运营事件
2014年3月4日10时48分许，一列5号线列车从广州火车站行驶至西村站期間，列车车尾有两名青年玩弄女性防狼喷剂，致其发出刺激性气味，引起车上乘客恐慌并湧往车头，过程中发生挤碰。列车到达本站后，大量乘客從車廂中慌忙逃出。一名乘客表示，现场不少人鞋子被踩掉，行李跌落；另有乘客称见到车厢尾部有烟雾。事件造成13名乘客受伤，地铁公司直接经济损失达人民币28,231.14元，并造成21個班次的列车晚点。该两名青年后分别因犯“过失以危险方法危害公共安全罪”和“窝藏罪”，被荔湾区法院一审判处有期徒刑7个月和6个月。
2022年年末疫情期间，本站曾受防控措施影响，于2022年11月9日9时至11月25日暂停服务，A、C口延长封闭至11月30日下午。